# تلمبه شهید اشرفی اصفهانی
تلمبه شهید اشرفی اصفهانی یک منطقهٔ مسکونی در ایران است که در دهستان پشت رود واقع شده‌است.